# Skrunda
Skrunda (niem. Schrunden) – miasto w zachodniej Łotwie, w Kurlandii, nad rzeką Windawą, w novadsie Kuldyga, 2637 mieszkańców (2005). W latach 2009–2021 stolica novadsu Skrunda.
Nieopodal miasta znajdował się radziecki radar dalekiego zasięgu. Zburzony  w 1995 r.